# SN 2006N
SN 2006N – supernowa typu Ia odkryta 21 stycznia 2006 roku w galaktyce M+11-08-12. W momencie odkrycia miała maksymalną jasność 15,00m.